# Regione di Ysyk-Köl
La regione di Ysyk-Köl (in kirghiso Ысыккөл облусу?, Isıkköl oblusu) è una regione (oblast) del Kirghizistan, con capoluogo Karakol; all'interno del suo territorio sono presenti il lago Ysyk-Köl e la miniera d'oro di Kumtor.

## Geografia antropica

### Suddivisioni amministrative
La regione è suddivisa in cinque distretti (rajon):
| Distretto | Capoluogo |
| --------- | --------- |
| Ak-Suu    | Karakol   |
| Tong      | Bökönbaev |
| Tup       | Tup       |
| Ysyk-Köl  | Čolponata |
| Žeti-Öguz | Kyzyl-Suu |

## Galleria d'immagini

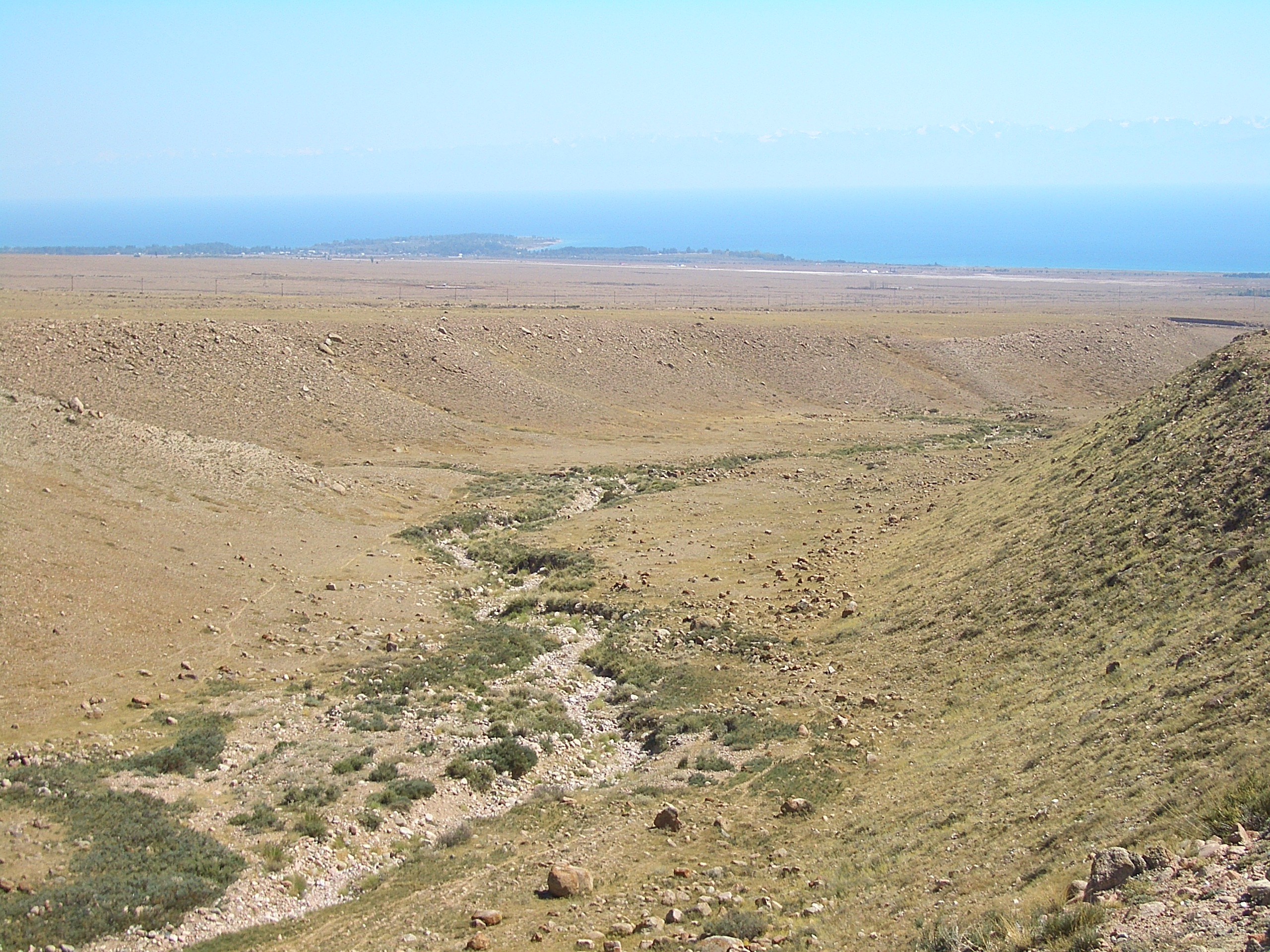
Area desertica nei pressi del lago Ysyk-Köl
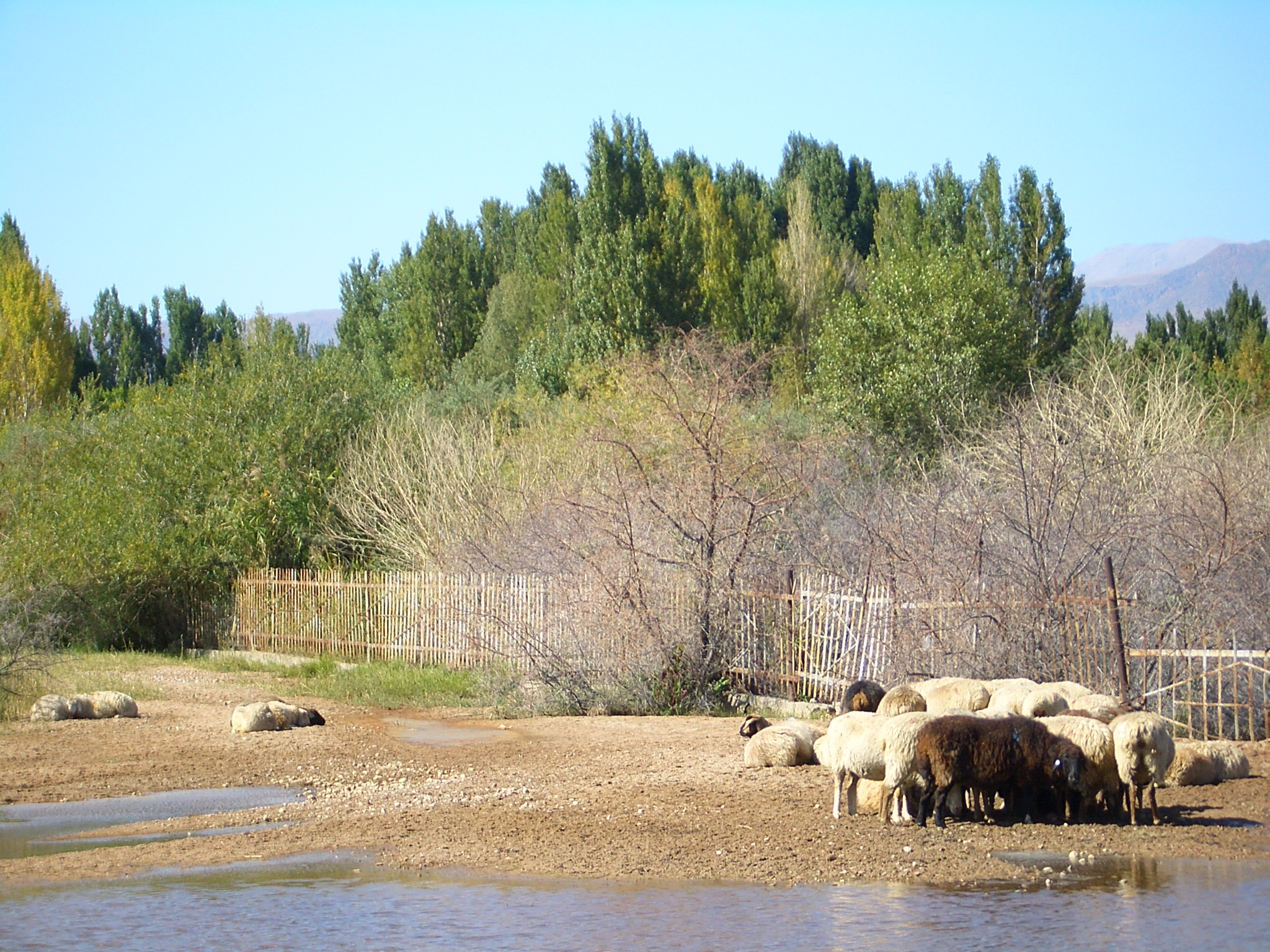
Una spiaggia a Kosh Kol
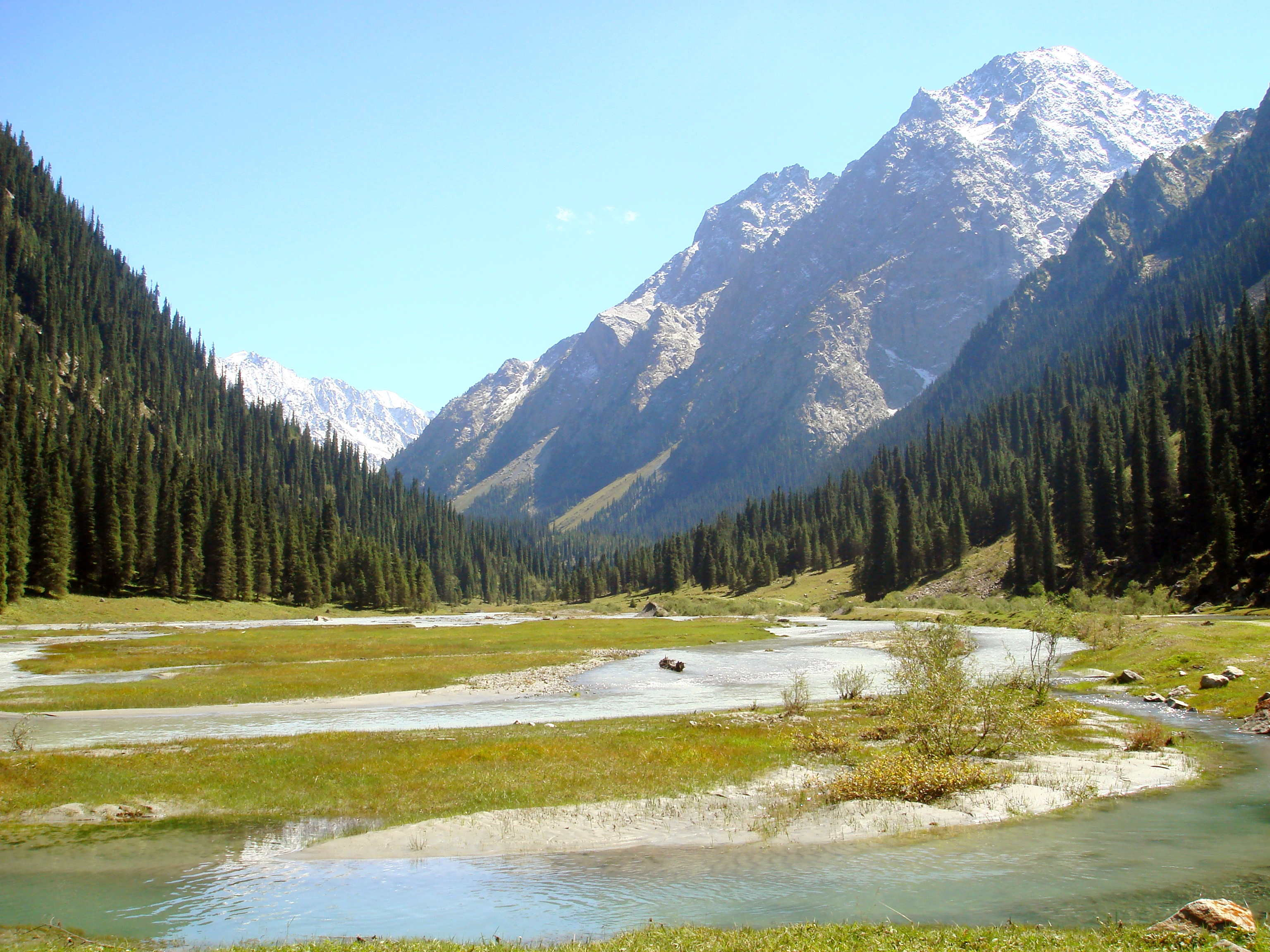
La valle di Karakol